# Fudbalski klub Hajduk Rodić M&B Kula
Il Fudbalski klub Hajduk Rodić M&B Kula (serbo: Фудбалски клуб Хајдук Родић МБ Кула) è la società calcistica serba con sede nella città di Kula.
Fondato nel 1912 con il nome "KAFK", nel 1992 cambiò nome in quello attuale.
Lo Stadio Hajduk ha una capacità di 12.000 spettatori.

## Palmarès

### Competizioni regionali
- Srpska liga Vojvodina: 3

1968-1969, 1969-1970, 1989-1990

### Altri piazzamenti
- 2. Savezna liga:

Secondo posto: 1991-1992
- Coppa Intertoto UEFA:

Finalista: 2007

## Statistiche e record

### Statistiche nelle competizioni UEFA
Tabella aggiornata alla fine della stagione 2018-2019.
| Competizione                  | Partecipazioni | G | V | N | P | RF | RS |
| ----------------------------- | -------------- | - | - | - | - | -- | -- |
| Coppa UEFA/UEFA Europa League | 1              | 2 | 0 | 2 | 0 | 1  | 1  |
| Coppa Intertoto               | 2              | 8 | 4 | 0 | 4 | 13 | 11 |